# Флаг Сиверского городского поселения
Флаг муниципального образования «Си́верское городское поселение Гатчинского муниципального района Ленинградской области» Российской Федерации — опознавательно-правовой знак, служащий официальным символом муниципального образования.
Флаг утверждён 13 декабря 2006 года и внесён в Государственный геральдический регистр Российской Федерации с присвоением регистрационного номера 2802.

## Описание
«Флаг муниципального образования „Сиверское городское поселение“ представляет собой прямоугольное полотнище с отношением ширины флага к длине — 2:3, воспроизводящее композицию герба муниципального образования „Сиверское городское поселение“ в белом, синем и жёлтом цветах».
Геральдическое описание герба гласит: «В понижено пересечённом серебром и лазурью (синем, голубом) поле слева — выходящая из лазоревой части вписанная лазоревая конская голова с такой же гривой наподобие трёх бегущих вправо и вверх гребней волн; в лазури слева поверх всего — золотая крылатая дева в длинном платье, с распущенными волосами, держащая в левой руке лиру, а правой рукой играющая на ней; справа — пять пониженных нитевидных дважды изогнутых серебряных перевязей, одна над другой, наподобие страниц раскрытой книги, смещённых вниз и вправо».

## Символика
Флаг составлен на основании герба муниципального образования «Сиверское городское поселение», в соответствии с традициями и правилами вексиллологии и отражает исторические, культурные, социально-экономические, национальные и иные местные традиции.
Главное богатство Сиверского — река Оредеж — одна из крупнейших водных артерий Ленинградской области. Из крутых скалистых берегов реки во многих местах бьют ключи родниковой воды. По одной из самых распространённых версий происхождение топонима Оредеж восходит к древневодскому языку и в переводе означает «голова коня». Изгиб реки на карте напоминает коня и верховья реки в просторечии называют Коневкой — культ коня был распространён и у славян, и у балтов, и финнов; наконец, фин. ori — «жеребёнок».
Лазоревая (синяя, голубая) конская голова — символ реки Оредеж. Конь в символике совмещает в себе все лучшие свойства нескольких животных — это храбрость льва, зрение орла, сила вола, быстроту оленя и ловкость лисицы. В 1948 году на быстрых водах Оредежа был создан первый в Советском Союзе каскад сельских гидроэлектростанций. Местность с уникальными живописными ландшафтами и богатыми рекреационными ресурсами — благодаря прекрасной природе — родниковой воде, чистому воздуху эти места сделались самыми популярными среди жителей Санкт-Петербурга. Родники символизируют пониженные нитевидные серебряные перевязи.
Сиверская — одна из самых известных дачных местностей Санкт-Петербурга, связанная с именами многих выдающихся деятелей отечественной культуры. Сюда в разное время приезжали известные русские поэты писатели, художники, артисты, музыканты — на флаге это символизирует муза и страниц раскрытой книги. Среди них поэты А. Н. Майков, С. Я. Надсон, А. А. Блок, В. В. Маяковский, З. Н. Гиппиус, Д. С. Мережковский, А. А. Ахматова, О. Ф. Берггольц, Б. Ш. Окуджава; писатели И. А. Гончаров, М. Е. Салтыков-Щедрин, А. Н. Плещеев, В. М. Гаршин, А. П. Чехов, А. И. Куприн, М. Горький, А. Н. Толстой; артисты М. Г. Савина, К. А. Варламов, В. Ф. Комиссаржевская, И. М. Смоктуновский, А. А. Миронов, А. В. Баталов; художники И. Е. Репин, И. Н. Крамской, Е. Е. Волков, И. И. Шишкин, И. И. Бродский, К. С. Петров-Водкин; композиторы Д. Д. Шостакович, И. И. Шварц, певец Ф. И. Шаляпин. Свою дачу здесь имел издатель популярного журнала «Нива» А. Ф. Маркс. Снимал дачу в этих местах и президент Советского (впоследствии — Российского) фонда культуры академик Д. С. Лихачёв. В 1994 году в Сиверском было создано Сиверское братство поэтов. С 1967 года действует кинокультурный центр.
Синий цвет (лазурь) — знание, истина, честность, верность, безупречность.
Жёлтый цвет (золото) — могущество, сила, богатство, постоянство, знатность, вера, справедливость, добродетель, милосердие, верность.
Белый цвет (серебро) — чистота помыслов, правдивость, невинность, благородство, откровенность, непорочность, надежда.